# Busowisko
Busowisko (ukr. Бусовисько) – wieś w rejonie samborskim (do 2020 w rejonie starosamborskim) obwodu lwowskiego Ukrainy. Leży nad rzeką Dniestr. Podlega łużeckiej silskiej radzie.
Od 1905 przez miejscowość przechodzi linia kolejowa z Użhorodu do Sambora. Znajduje się tu przystanek kolejowy Busowisko.
W 1921 miejscowość liczyła około 867 mieszkańców. Znajdował się w powiecie starosamborskim.

## Ważniejsze obiekty
- Cerkiew greckokatolicka